# Jean de Rubempré

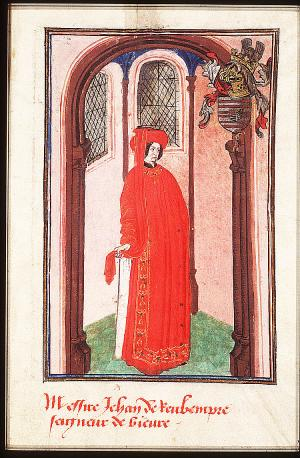
Jean de Rubempré im Statutenbuch des Ordens (Den Haag, KG, 76 E 10, fol. 76r)

Wappen Jean de Rubemprés

Jean de Rubempré (* vor 1430; † 5. Januar 1477 bei Nancy) war Herr von Bever (Belgien) sowie Ratgeber und Kammerherr der burgundischen Herzöge Philipp der Gute und Karl der Kühne sowie Ritter im Orden vom Goldenen Vlies.

## Leben
Jean de Rubempré war der jüngste Sohn von Antoine de Rubempré († 1430), Seigneur de Rubempré und Kammerherr des Herzogs Johann Ohnefurcht, und Jacqueline de Croy, Herrin von Bever, Tochter von Jean I. de Croÿ († 1415), Ratgeber und Kammerherr von Philipp dem Kühnen und Johann Ohnefurcht. Durch seine Mutter gehörte Jean de Rubempré also zur Sippe der Croÿ, er war der Neffe von Antoine I. de Croÿ und Jean II. de Croÿ, was seine Position am burgundischen Hof wesentlich bestimmte.
Er wird 1448 und 1459 als Kastellan und Gouverneur von Leuze genannt, nicht aber 1470, als dieses Amt bereits von Perceval de Dreux ausgeübt wurde. Am 1. Juli 1452, während des Genter Aufstands von 1449 bis 1453, ließ er den Ort Moerbeke-Waas plündern, wird in diesem Zusammenhang als „Ritter“ bezeichnet (vermutlich war er am 26. April 1452 nach der Eroberung von Oudenaarde zum Ritter geschlagen worden). Im gleichen Jahr wurde er mit Antoine de Rubempré, seinem älteren Bruder, von Philipp dem Guten nach Luxemburg gesandt, um Herzogtum und Stadt unter Kontrolle zu bringen und den Aufstand in Thionville zu unterdrücken. 1454 wird er zum Ratgeber und Kammerherrn Philipps des Guten gemacht.
Vom 1. Januar 1464 bis zum 22. Dezember 1467 war er Gouverneur, Generalkapitän und Großbailli von Hennegau und Valenciennes. Er ersetzte dabei Antoine de Croÿ als Vogt von Beaumont im Hennegau, musste dieses Amt aber bereits im März 1465 aufgrund der Auseinandersetzungen zwischen dem Herzog und den Croÿ aufgeben, wobei er auf der Seite des Herzogs stand – anders als sein Bruder Antoine, der sich dem französischen König Ludwig XI. anschloss und sogar verdächtigt wurde, einen Anschlag auf den Herzog vorbereitet zu haben. Am 20. Oktober 1465 nahm er am Sieg von Montenaken über Lüttich teil, 1467–1468 an den Feldzügen gegen die Stadt. 
Am 29. März 1471 wurde er zum Kastellan von Hesdin ernannt, das Amt übte er bis zu seinem Tod aus. Am 9. Mai 1473 wurde Jean de Rubempré in den Orden vom Goldenen Vlies gewählt. Am 4. August 1473 wurde er beauftragt, den gleichzeitig in den Orden gewählten jungen König Ferdinand II. von Sizilien (Ferdinand der Katholische) Kette und Insignien des Ordens zu überbringen – eine Reise, die er Ende September antrat und die ihn über England, die Bretagne, Portugal und Kastilien an sein Ziel führte, wo am 25. Mai 1474 der König die Wahl annahm.
1475 war er übergangsweise Erster Kammerherr des Herzogs. Er nahm sowohl an den Feldzügen Karls in Lothringen teil, als auch an der Belagerung von Neuss. 1476 wurde er zum Gouverneur von Lothringen ernannt. Als dieser leitete er im Herbst die Verteidigung Nancys gegen die Armee Herzog Renés, musste die Stadt aber schließlich am 7. Oktober gegen freies Geleit übergeben. Er riet Karl dem Kühnen von der erneuten Belagerung der Stadt, jetzt durch die Burgunder, ab, folgte aber seinem Herzog in den Kampf: Jean der Rubempré fiel – ebenso wie Karl der Kühne – bei den Kämpfen um Nancy am 5. Januar 1477; beide wurden am 12. Januar in der Hofkirche Saint-Georges in Nancy bestattet.

## Familie
Jean de Rubempré heiratete in erster Ehe Colle de Bousins (alias de Vertaing), Dame d‘Aubigny (getauft 1436, † 24. Mai 1459 im Wochenbett, bestattet in der Kirche von Aubigny), die die Mutter von Antoine, Charles und Jacqueline de Rubempré war. In zweiter Ehe heiratete er Catherine de Bernieulles, Tochter von Jean de Bernieulles und Ida d’Abbeville; die Tochter aus dieser Ehe, Jacqueline de Rubempré, heiratete Jean VI. de Créquy, den ältesten Sohn von Jean V. de Créquy.